# Jogos da Commonwealth de 2018
Os Jogos da Commonwealth de 2018, oficialmente denominado como XXI Jogos da Commonwealth, foram um evento multiesportivo para os membros da Commonwealth realizados na cidade de Gold Coast, Queensland, Austrália entre 4 e 15 de abril de 2018, período de outono no hemisfério sul. A candidatura vencedora foi anunciada em Basseterre, São Cristóvão e Névis em 11 de novembro de 2011. Esta foi a quinta vez que a Austrália sediou o evento, após edições anteriores em Sydney, em 1938, Perth, em 1962, Brisbane, em 1982 e Melbourne em 2006. Brisbane exerceu a função de subsede com os eventos de ciclismo de pista, juntamente com outra cidade vizinha Belmont, que sediou os eventos de tiro. Os centros regionais Cairns e Townsville deram suporte ao torneio de basquetebol.

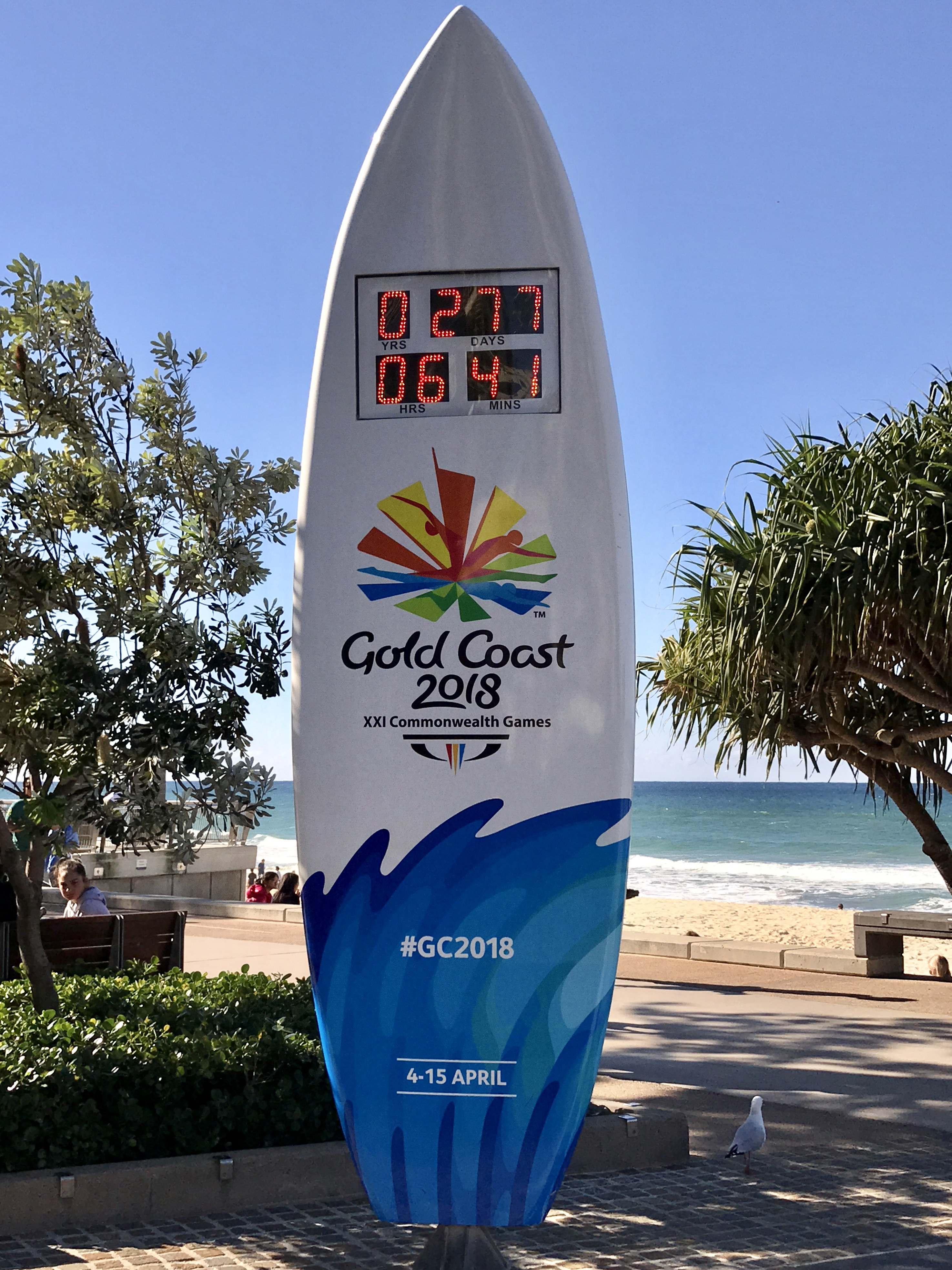
Relógio com a contagem regressiva em Surfers Paradise.

## Processo de candidatura
Em 22 de agosto de 2008, a Premier de Queensland, Anna Bligh, lançou oficialmente a candidatura da Gold Coast para sediar os Jogos da Commonwealth em 2018.
Em 31 de março de 2010, foi apresentada outra inscrição oficial para sediar os Jogos da Commonwealth de 2018 pela cidade de Hambantota, no Sri Lanka. Hambantota foi devastada pelo tsunami do Oceano Índico em 2004 e estava passando por um grande reformulação. A primeira fase do porto de Hambantota está em fase de conclusão e é financiada pelo governo da China. O Aeroporto Internacional Mattala Rajapaksa, que é o segundo aeroporto internacional do Sri Lanka, localiza-se perto de Hambantota. Também foi construído um novo Estádio Internacional de Críquete, que já recebeu partidas da Copa do Mundo de 2011.
Em 10 de novembro, a candidatura de Hambantota alegaram que haviam conseguido votos suficientes para ganhar os direitos de sediar os jogos. No entanto, em 11 de novembro, foi oficialmente anunciado que Gold Coast havia conquistado esse direito:
| Eleição da dede dos Jogos da Commonwealth de 2018 | Eleição da dede dos Jogos da Commonwealth de 2018 | Eleição da dede dos Jogos da Commonwealth de 2018 | Eleição da dede dos Jogos da Commonwealth de 2018 |
| Cidade                                            | Membro                                            | Votos                                             |                                                   |
| ------------------------------------------------- | ------------------------------------------------- | ------------------------------------------------- | ------------------------------------------------- |
| Gold Coast                                        | Austrália                                         | 43                                                |                                                   |
| Hambantota                                        | Sri Lanka                                         | 27                                                |                                                   |

As cidades de Auckland, na Nova Zelândia e Abuja, na Nigéria, chegaram a manifestar interesse em sediar os jogos em 2018, mas não chegaram a apresentar uma candidatura oficial.

## Preparação

### Sede de competições
Um dos principais fatores para escolha de Gold Coast foi o fato de que 80% dos locais de competições estavam prontos e em uso. A grande maioria dos locais está a uma distância de 20 minutos para a Vila da Commonwealth, em Parkwood, e estão espalhadas por três zonas geográficas na cidade: Centro, Norte e Sul. Alguns esportes foram realizados fora de Gold Coast, como o ciclismo de pista que foi disputado em Brisbane, o tiro que foi realizado em Belmont, e os centros do norte de Queensland em Townsville e Cairns que sediaram as preliminares do torneio de basquetebol.

#### Estádio principal
O Estádio Carrara, sede do time de futebol australiano Gold Coast Football Club, está localizado no Gold Coast Sports Precint e sediou o atletismo e as cerimônias.

#### Centro da Cidade de Gold Coast
O Centro de Convenções e Exibições de Gold Coast, localizado no subúrbio de Broadbeach, sediou as finais do basquetebol e as preliminares do netball, assim como o Centro de Mídia (MPC) e o Centro de Transmissão (IBC). O Broadbeach Bowls Club sediou a competição de lawn bowls. Devido a sua infraestrutura estar deficiente, o Estádio Indoor de Carrara foi demolido e uma nova arena chamada de Centro de Esportes e Lazer de Carrara foi construída.
O parque onde se localiza a Represa Hinze, no surbúbio de Advancetown, foi a sede do mountain bike. Um novo percurso foi desenhado para se adequar as exigências internacionais do esporte.

#### Norte da Cidade de Gold Coast
Uma nova arena no subúrbio de Coomera foi construída para sediar os eventos das lutas e as finais do netball. Os estúdios do Village Roadshow no subúrbio de Oxenford sediaram os eventos de boxe e tênis de mesa. Durante os Jogos os estúdios foram convertidos em duas arenas com capacidades para 3 000 (boxe) e 3 200 espectadores (tênis de mesa). O Centro de Esportes da Baía de Runaway foi reformado para sediar os eventos do squash e do levantamento de peso.
O Centro de Hóquei de Gold Coast sediou os dois torneios de hóquei sobre a grama, juntamente com o Centro Aquático de Gold Coast que foi o local dos esportes aquáticos, além do Aterro de Southport que sediará a maratona e o triatlo.

#### Sul da Cidade de Gold Coast
O Estádio Robina, sede de um dos times de rugby da cidade, foi o local de disputas do rugby sevens. A praia de Currumbin sediou as provas de estrada do ciclismo e de marcha atlética do atletismo, que retornaram ao programa depois da ausência do evento em 2014. A praia de Coolangatta, que está no extremo sul do estado de Queensland, recebeu os torneios de voleibol de praia.

### Subsedes

#### Brisbane e Região Metropolitana
Brisbane, que junto com Gold Coast faz parte da conurbação do sudeste de Queensland, tem um histórico a realização de eventos esportivos e deu suporte a cidade vizinha. O ciclismo de pista foi disputado no Centro Sleeman, no subúrbio de Chandler. A pista sediou o mesmo evento em 1982, quando Brisbane foi a sede dos Jogos. O tiro foi realizado no Centro de Tiro de Belmont, que também teve a mesma função em 1982.

#### Norte de Queensland
Os dois centros de convenções do norte de Queensland, nas cidades de Townsville e Cairns, sediaram as preliminares do basquetebol.

### Transporte
O sistema de monotrilho já existente conectou os já existentes Centro Aquático de Gold Coast, Broadwater Parklands e Centro de Convenções e Exposições  de Gold Coast com os centros de Surfers Paradise e Broadbeach e a vila dos atletas em Parklands. Uma expansão foi anunciada em 2015, onde o terminal na frente do Hospital Universitário de Gold Coast foi conectado com Brisbane.

## Esportes
A atual lista de esportes obrigatórios consta de atletismo, esportes aquáticos (natação), hóquei sobre a grama, lawn bowls, halterofilismo, netball (feminino), rugby sevens (masculino) e o squash. Três esportes devem adicionar compulsoriamente eventos para portadores de necessidades especiais, no caso o atletismo, a natação e o levantamento de peso. Esta foi a última edição na qual estes esportes constam na lista de esportes obrigatórios. Em cada edição dos Jogos o número mínimo de esportes é dez e o máximo é dezessete. O Comitê Organizador pode solicitar a adição de alguma modalidade, respeitando a lista de esportes reconhecidos pela Federação dos Jogos da Commonwealth ou a tradição desportiva local.
Nesta edição, o programa foi composto de 19 modalidades, sendo semelhante ao programa dos Jogos da Commonwealth de 2014 já que apenas o judô foi removido. Este foi substituído pelo basquetebol que estava ausente desde Melbourne 2006. O motivo para a substituição foi a baixa popularidade do esporte na Austrália. Ausentes do programa de Glasgow 2014, as provas de marcha atlética também retornam ao programa, juntamente com os eventos no tênis de mesa para atletas com deficiência. Antes um evento do halterofilismo, o levantamento de peso paralímpico se tornou um esporte independente nesta edição.
Entre os novos eventos disputados pela primeira vez estão a realização de um torneio de rugby sevens feminino e a estreia do voleibol de praia, além de duas provas para atletas com deficiência tanto no triatlo quanto no atletismo (esta foi a primeira vez que a maratona em cadeira de rodas foi disputada). Além do levantamento de peso e do tênis de mesa mais quatro esportes realizaram eventos integrados para atletas com deficiência: atletismo, ciclismo, lawn bowls e natação.
A Federação dos Jogos da Commonwealth originalmente planejou a realização de um torneio de críquete nos Jogos. Entretanto, as negociações com o Conselho Internacional de Críquete não avançaram. As negociações com a Associação Internacional de Surfe se iniciaram e também não avançaram, já que o surfe não é um esporte reconhecido pela própria federação. Assim, uma terceira opção foi levantada, o voleibol de praia e após negociações com a Federação Internacional de Voleibol o esporte foi confirmado em 8 de março de 2018.
Em 6 de outubro de 2016, durante a Assembleia Geral da Federação dos Jogos da Commonwealth em Edmonton, no Canadá, foram anunciados a adição de sete novos eventos exclusivos para mulheres. Foram adicionadas as categorias de peso mosca, pena e meio-pesado no boxe, as provas de keirin, velocidade individual e por equipes no ciclismo de pista e uma nova categoria no halterofilismo, a acima de 90 quilos, totalizando 275 finais. Esta foi a primeira vez na história dos eventos multiesportivos em que o número de eventos femininos foi igual ao de masculinos.
| - Atletismo - Badminton - Basquetebol - Boxe - Ciclismo - Esportes aquáticos - Natação - Saltos ornamentais - Ginástica - Halterofilismo - Levantamento de peso |  | - Hóquei sobre a grama - Lawn bowls - Lutas - Netball - Rugby sevens - Squash - Tênis de mesa - Tiro - Triatlo - Voleibol de praia |

## Países e territórios participantes
Um total de 71 países e territórios enviaram delegações para os Jogos da Commonwealth de 2018.
As Maldivas desistiram da Commonwealth em outubro de 2016 e não participaram dos Jogos. Ausente da edição de 2014 após suspensão devido a uma tentativa de golpe de estado, Gâmbia foi readmitida na Commonwealth em 7 de fevereiro de 2018 após realizar eleições democráticas, e autorizada a participar pela Federação dos Jogos da Commonwealth em 31 de março de 2018, a menos de uma semana para a abertura da competição.

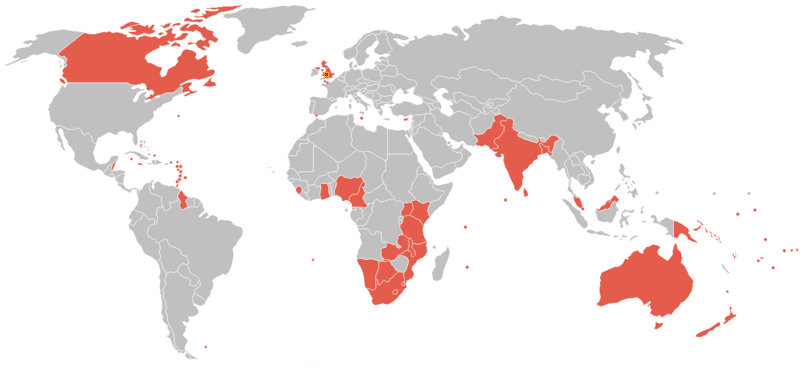
As 71 associações que enviaram delegações a Gold Coast.

| - África do Sul - Anguila - Antígua e Barbuda - Austrália - Bahamas - Bangladesh - Barbados - Belize - Bermudas - Botswana - Brunei - Camarões - Canadá - Chipre - Dominica - Escócia - Fiji - Gâmbia | - Gana - Gibraltar - Granada - Guernsey - Guiana - Ilha de Man - Ilha Norfolk - Ilhas Caimã - Ilhas Cook - Ilhas Malvinas - Ilhas Salomão - Ilhas Virgens Britânicas - Índia - Inglaterra - Irlanda do Norte - Jamaica - Jersey - Kiribati | - Lesoto - Malawi - Malásia - Malta - Ilhas Maurícias - Moçambique - Monserrate - Namíbia - Nauru - Nigéria - Niue - Nova Zelândia - País de Gales - Papua-Nova Guiné - Paquistão - Quênia - Ruanda - Samoa | - Santa Helena - Santa Lúcia - São Cristóvão e Neves - São Vicente e Granadinas - Serra Leoa - Seicheles - Singapura - Sri Lanka - Essuatíni - Tanzânia - Tonga - Trinidad e Tobago - Turcas e Caicos - Tuvalu - Uganda - Vanuatu - Zâmbia |

## Calendário
Este é o calendário oficial dos Jogos:

## Medalhas
A primeira medalha de ouro foi conquistada por Flora Duffy, de Bermudas, na prova feminina do triatlo com o tempo de 1h58min58s. A medalha de prata foi para a inglesa Jessica Learmonth e o bronze para a canadense Joanna Brown.
Já o primeiro ouro do país anfitrião foi conquistado por Mack Horton na prova dos 400 metros livres masculino da natação. A medalha de prata foi para o seu compatriota Jack McLoughlin e o bronze para o inglês James Guy.
     País sede destacado.
| Ordem | País                     | Medalha de ouro | Medalha de prata | Medalha de bronze | Total |
| ----- | ------------------------ | --------------- | ---------------- | ----------------- | ----- |
| 1     | Austrália                | 80              | 59               | 59                | 198   |
| 2     | Inglaterra               | 45              | 45               | 46                | 136   |
| 3     | Índia                    | 25              | 20               | 20                | 65    |
| 4     | Canadá                   | 15              | 40               | 27                | 82    |
| 5     | Nova Zelândia            | 15              | 16               | 15                | 46    |
| 6     | África do Sul            | 13              | 11               | 13                | 37    |
| 7     | País de Gales            | 10              | 12               | 14                | 36    |
| 8     | Escócia                  | 9               | 13               | 22                | 44    |
| 9     | Nigéria                  | 9               | 9                | 6                 | 24    |
| 10    | Chipre                   | 8               | 1                | 5                 | 14    |
| 11    | Jamaica                  | 7               | 9                | 11                | 27    |
| 12    | Malásia                  | 7               | 5                | 12                | 24    |
| 13    | Singapura                | 5               | 2                | 2                 | 9     |
| 14    | Quénia                   | 4               | 7                | 6                 | 17    |
| 15    | Uganda                   | 3               | 1                | 2                 | 6     |
| 16    | Botswana                 | 3               | 1                | 1                 | 5     |
| 17    | Samoa                    | 2               | 3                |                   | 5     |
| 18    | Trindade e Tobago        | 2               | 1                |                   | 3     |
| 19    | Namíbia                  | 2               |                  |                   | 2     |
| 20    | Irlanda do Norte         | 1               | 7                | 4                 | 12    |
| 21    | Bahamas                  | 1               | 3                |                   | 4     |
| 22    | Papua-Nova Guiné         | 1               | 2                |                   | 3     |
| 24    | Fiji                     | 1               | 1                | 2                 | 4     |
| 23    | Paquistão                | 1               |                  | 4                 | 5     |
| 25    | Granada                  | 1               |                  | 1                 | 2     |
| 26    | Bermudas                 | 1               |                  |                   | 1     |
|       | Guiana                   | 1               |                  |                   | 1     |
|       | Ilhas Virgens Britânicas | 1               |                  |                   | 1     |
|       | Santa Lúcia              | 1               |                  |                   | 1     |
| 30    | Bangladesh               |                 | 2                |                   | 2     |
| 31    | Sri Lanka                |                 | 1                | 5                 | 6     |
| 32    | Camarões                 |                 | 1                | 2                 | 3     |
| 33    | Domínica                 |                 | 1                | 1                 | 2     |
| 34    | Ilha de Man              |                 | 1                |                   | 1     |
|       | Maurícia                 |                 | 1                |                   | 1     |
|       | Nauru                    |                 | 1                |                   | 1     |
| 37    | Malta                    |                 |                  | 2                 | 2     |
|       | Vanuatu                  |                 |                  | 2                 | 2     |
| 39    | Gana                     |                 |                  | 1                 | 1     |
|       | Ilha Norfolk             |                 |                  | 1                 | 1     |
|       | Ilhas Cook               |                 |                  | 1                 | 1     |
|       | Ilhas Salomão            |                 |                  | 1                 | 1     |
|       | Seicheles                |                 |                  | 1                 | 1     |
| TOTAL | TOTAL                    | 274             | 276              | 289               | 839   |

## Doping
O primeiro caso de doping foi registrado no halterofilismo. A indiana Khumukcham Sanjita Chanu testou positivo para testosterona e agentes mascarados no evento da categoria abaixo de 53 kg e foi desqualificada da prova. Com a confirmação do doping ela foi desclassificada e perdeu a medalha de ouro, que deverá ser remanejada para Dika Toua, de Papua-Nova Guiné. Nos Jogos da Commonwealth de 2014 Toua também herdou a medalha de ouro, após a desclassificação da nigeriana Chika Amalaha também por doping.